# Piva kloster
Piva kloster är ett serbisk-ortodoxt kloster i nordvästra Makedonien. Klostret och en kyrka till ära för jungfru Marie himmelsfärd byggdes i slutet av 1500-talet av biskop Savatije Sokolović på platsen för en tidigare kyrka.
Klosterkyrkan är 23 meter lång och 15 meter bred med en takhöjd på 13 meter och rymmer 1260 kvadratmeter freskomålningar. Den byggdes mellan 1573 och 1586 och dekorerades invändigt 1604-1605 samt i narthex år 1626. Flera reliker förvaras i kyrkan.
När Mratinje Dam skulle byggas i floden Piva flyttades klostret, som annars skulle hamnat under ytan på Pivasjön, Montenegros näst största sjö, till en plats 3,5 kilometer från den ursprungliga placeringen. Flytten tog flera år eftersom freskomålningarna måste demonteras och klostret rivas sten för sten, men år 1982 kunde de rekonstruerade byggnaderna invigas på sin nya plats.